# Martyn Rooney
Martyn Joseph Rooney (* 3. dubna 1987, Croydon, Londýn) je britský atlet, běžec, jehož specializací je hladká čtvrtka.
Na této trati se stal dvakrát (v letech 2014 a 2016) mistrem Evropy. Úspěšný byla také jako člen britské štafety na 4 × 400 metrů. V roce 2014 získal na evropském šampionátu zlatou medaili, v letech 2010 a 2018 vybojovala britská štafeta, které byl členem, stříbrnou medaili.
Jeho manželkou je bývalá britská tyčkařka a rekordmanka Kate Dennisonová. Mají spolu 2 děti. 